# Thymoites chikunii
Thymoites chikunii là một loài nhện trong họ Theridiidae.
Loài này thuộc chi Thymoites. Thymoites chikunii được Hajime Yoshida miêu tả năm 1988.